# Sperrgruppe Ponale
Die Sperrgruppe Ponale gehörte zur Festung Riva und somit zum System der österreichischen Festungswerke an der Grenze zu Italien. Sie bestand aus den drei kleinen Befestigungen: Batterie Bellavista (auch Strandbatterie genannt), der Straßensperre Ponale und der sogenannten Defensionsmauer.

## Batterie (Strandbatterie) Bellavista

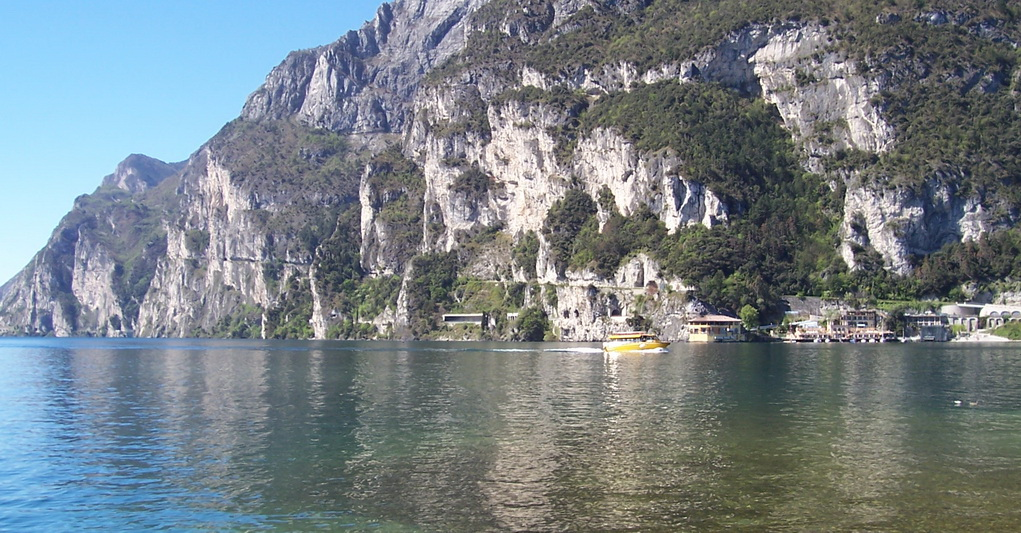
Rechts neben dem gelben Boot die Batterie Bellavista

Hierbei handelte es sich um einen im Jahre 1909 erstellten Batterieblock in Betonbauweise mit in den Fels getriebenen Kavernen. Die Bewaffnung bestand aus vier 9-cm-Kasemattkanonen M 75/96 in Mittelpivotlafetten und zwei Scheinwerfern. Aufgabe war die Bestreichung  des Seebereichs von Richtung Limone im Süden bis Torbole im Osten. Die Hangstraße in das Ledrotal lag jedoch im toten Winkel der Batterie und konnte durch deren Geschützfeuer nicht erreicht werden.
Die Batterie liegt direkt am westlichen Seeufer am Ortsausgang von Riva del Garda unterhalb der Straße nach Limone. Das Gebäude ist völlig unversehrt und wird heute als Restaurant genutzt.
(Koordinate: 45° 52′ 53″ N, 10° 50′ 18″ O)

## Straßensperre Ponale
An der (alten) Straße zum Ledrotal hin wurde unterhalb des Monte di Riva im Jahre 1897 Pläne für den Bau einer Straßensperre vorgelegt. Mit dem Bau wurde 1904 begonnen, dabei handelte es sich anfangs nur um eine kleine Anlage, die insbesondere im Ersten Weltkrieg zu einer unterirdischen Festung ausgebaut wurde. Anfangs nur mit Maschinengewehren M 93 bewaffnet, verfügte die Sperre im Krieg über zwei Kavernenbatterien, die mit insgesamt vier 8-cm-Schnellfeuerkanonen bestückt waren sowie über kavernierte Maschinengewehrstände und Gewehrgalerien. Die Sperre war infanteristisch in keine Kampfhandlungen verwickelt.
Da die Sperre insgesamt überwiegend unterirdisch angelegt ist, lässt heute wenig auf die eigentliche Größe der Anlage schließen, zumal die Stollen nicht zugänglich sind.
(Koordinate: 45° 52′ 20,6″ N, 10° 50′ 14,1″ O)

## Defensionsmauer

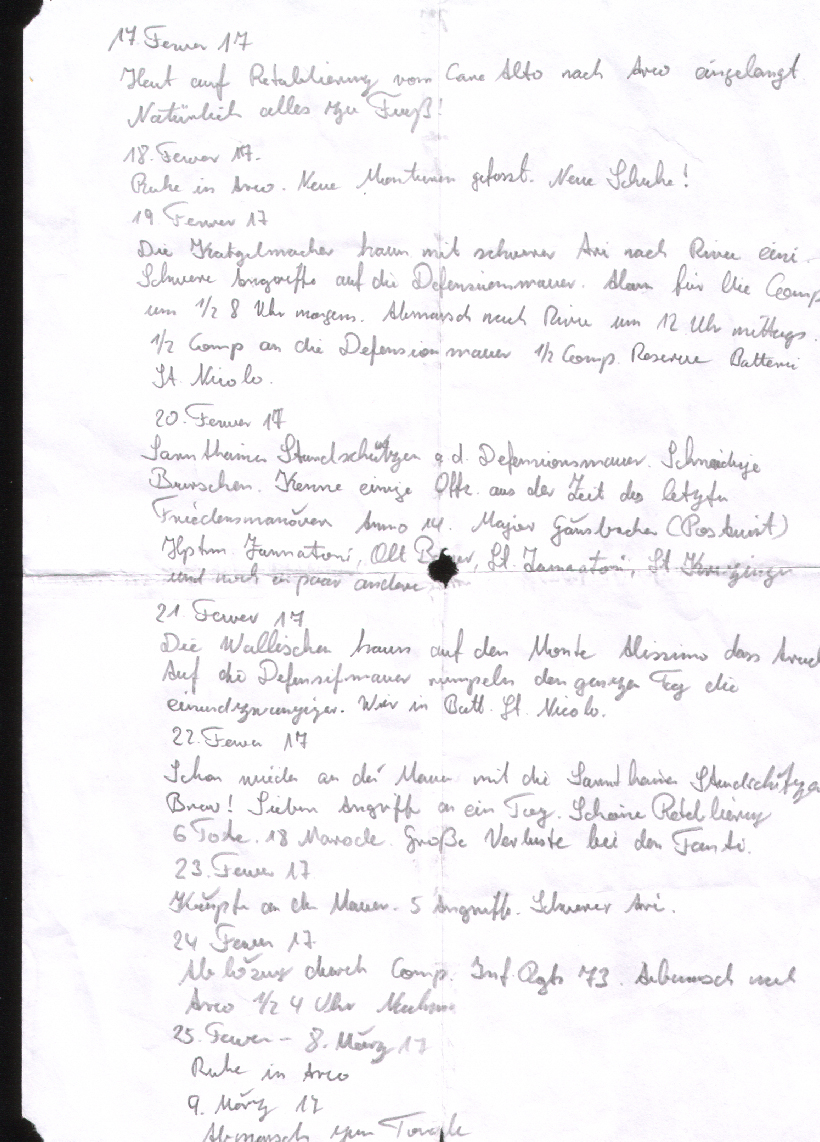
Erwähnung der Kämpfe an der Defensivmauer im Kriegstagebuch des Zugsführers Franz Pomykahler im Kaiserschützen-Regiment Innichen Nr. III von 1917

Im Jahre 1915 wurde als zusätzliche Sicherung für die Straßensperre Ponale oberhalb der (alten) Straße zum Ledrotal ein Infanteriewerk errichtet, das die Bezeichnung Defensionsmauer trug. Die Anlage saß unterhalb der Cima Capi und beherrschte den Ausgang des Val di Ledro hin zum Gardasee sowie die in das Tal führende Straße, die hier eine scharfe Rechtskurve macht und in drei Kehren unmittelbar unter der Stellung bergwärts führt.
Während des ganzen Krieges heftig umkämpft, erwies sich die Defensionsmauer als unüberwindliches Hindernis für die italienischen Angreifer.
Nach tagelangem, schwersten Artilleriebeschuss griffen die Italiener am 16. April 1916 die Sperre massiv an. Erst nach drei Tage ununterbrochenen, verlustreichen Angriffen konnte die Defensionsmauer am Abend des 19. April gegen noch ganze zehn lebende Verteidiger erobert werden. Noch während der Kämpfe hatten die Österreicher (u. a. Standschützen aus Sarnthein) begonnen, etwa 50 Meter zurück eine Reservestellung aufzubauen. Diese zweite Defensionsmauer hielt bis zum Kriegsende allen Angriffen stand.
Von der Defensionsmauer sind keine sichtbaren Reste mehr vorhanden.
(Koordinate: 45° 51′ 49″ N, 10° 49′ 53″ O)